# Élections législatives de 1968 dans l'Aube
Les élections législatives françaises de 1968 se déroulent les 23 et 30 juin 1968. Dans le département de l'Aube, trois députés sont à élire dans le cadre de trois circonscriptions.

## Élus
| Circonscription | Député sortant | Parti | Parti       | Député élu ou réélu | Parti | Parti |
| --------------- | -------------- | ----- | ----------- | ------------------- | ----- | ----- |
| 1re             | Louis Briot    |       | UDR         | Louis Briot         |       | UDR   |
| 2e              | Bernard Pieds  |       | FGDS (SFIO) | Robert Galley       |       | UDR   |
| 3e              | Paul Granet    |       | UDR         | Paul Granet         |       | UDR   |

## Résultats

### Résultats à l'échelle du département
| Parti          | Parti                                           | Premier tour | Premier tour | Second tour | Second tour | Sièges |
| Parti          | Parti                                           | Voix         | %            | Voix        | %           | Sièges |
| -------------- | ----------------------------------------------- | ------------ | ------------ | ----------- | ----------- | ------ |
|                | Union pour la défense de la République          | 56 163       | 46,32        | 70 513      | 59,72       | 3      |
|                | Union des républicains de progrès               | 56 163       | 46,32        | 70 513      | 59,72       | 3      |
|                |                                                 |              |              |             |             |        |
|                | Section française de l'Internationale ouvrière  | 24 675       | 20,35        | 18 448      | 15,62       | 0      |
|                | Fédération de la gauche démocrate et socialiste | 24 675       | 20,35        | 18 448      | 15,62       | 0      |
|                |                                                 |              |              |             |             |        |
|                | Parti communiste français                       | 24 160       | 19,93        | 29 109      | 24,65       | 0      |
|                | Progrès et démocratie moderne                   | 14 754       | 12,17        | Retrait     | Retrait     | 0      |
|                | Parti socialiste unifié                         | 1 501        | 1,24         |             |             | 0      |
|                |                                                 |              |              |             |             |        |
| Inscrits       | Inscrits                                        | 153 295      | 100,00       | 153 258     | 100,00      | 3      |
| Abstentions    | Abstentions                                     | 30 145       | 19,66        | 30 970      | 20,21       |        |
| Votants        | Votants                                         | 123 150      | 80,34        | 122 288     | 79,79       |        |
| Blancs et nuls | Blancs et nuls                                  | 1 897        | 1,54         | 4 218       | 3,45        |        |
| Exprimés       | Exprimés                                        | 121 253      | 98,46        | 118 070     | 96,55       |        |

### Résultats par circonscription

#### Première circonscription (Troyes - Bar-sur-Aube)
| Candidat       | Candidat                  | Parti          | Premier tour | Premier tour | Second tour | Second tour |  |
| Candidat       | Candidat                  | Parti          | Voix         | %            | Voix        | %           |  |
| -------------- | ------------------------- | -------------- | ------------ | ------------ | ----------- | ----------- |  |
|                | Louis Briot sortant réélu | UDR (URP)      | 16 515       | 47,79        | 21 003      | 63,73       |  |
|                | Madeleine Dubois          | PCF            | 6 463        | 18,7         | 11 951      | 36,27       |  |
|                | André Gravelle            | FGDS (SFIO)    | 5 930        | 17,16        | Retrait     | Retrait     |  |
|                | André Beury               | CD (PDM)       | 4 150        | 12,01        |             |             |  |
|                | James Huchard             | PSU            | 1 501        | 4,34         |             |             |  |
|                |                           |                |              |              |             |             |  |
| Inscrits       | Inscrits                  | Inscrits       | 43 915       | 100,00       | 43 914      | 100,00      |  |
| Abstentions    | Abstentions               | Abstentions    | 8 684        | 19,77        | 9 325       | 21,23       |  |
| Votants        | Votants                   | Votants        | 35 231       | 80,23        | 34 589      | 78,77       |  |
| Blancs et nuls | Blancs et nuls            | Blancs et nuls | 672          | 1,91         | 1 635       | 4,73        |  |
| Exprimés       | Exprimés                  | Exprimés       | 34 559       | 98,09        | 32 954      | 95,27       |  |

#### Deuxième circonscription (Troyes - Bar-sur-Seine)
| Candidat       | Candidat              | Parti          | Premier tour | Premier tour | Second tour | Second tour |  |
| Candidat       | Candidat              | Parti          | Voix         | %            | Voix        | %           |  |
| -------------- | --------------------- | -------------- | ------------ | ------------ | ----------- | ----------- |  |
|                | Robert Galley élu     | UDR (URP)      | 17 996       | 44,62        | 22 438      | 54,88       |  |
|                | Bernard Pieds sortant | FGDS (SFIO)    | 11 480       | 28,46        | 18 448      | 45,12       |  |
|                | Bernard Moretto       | PCF            | 6 079        | 15,07        | Retrait     | Retrait     |  |
|                | Georges Royer         | CD (PDM)       | 4 777        | 11,84        |             |             |  |
|                |                       |                |              |              |             |             |  |
| Inscrits       | Inscrits              | Inscrits       | 51 202       | 100,00       | 51 185      | 100,00      |  |
| Abstentions    | Abstentions           | Abstentions    | 10 294       | 20,1         | 9 638       | 18,83       |  |
| Votants        | Votants               | Votants        | 40 908       | 79,9         | 41 547      | 81,17       |  |
| Blancs et nuls | Blancs et nuls        | Blancs et nuls | 576          | 1,41         | 661         | 1,59        |  |
| Exprimés       | Exprimés              | Exprimés       | 40 332       | 98,59        | 40 886      | 98,41       |  |

#### Troisième circonscription (Troyes - Nogent-sur-Seine)
| Candidat       | Candidat                  | Parti          | Premier tour | Premier tour | Second tour | Second tour |  |
| Candidat       | Candidat                  | Parti          | Voix         | %            | Voix        | %           |  |
| -------------- | ------------------------- | -------------- | ------------ | ------------ | ----------- | ----------- |  |
|                | Paul Granet sortant réélu | UDR (URP)      | 21 652       | 46,7         | 27 072      | 61,21       |  |
|                | Maurice Camuset           | PCF            | 11 618       | 25,06        | 17 158      | 38,79       |  |
|                | André Tryoen              | FGDS (SFIO)    | 7 265        | 15,67        | Retrait     | Retrait     |  |
|                | Raoul Honnet              | CD (PDM)       | 5 827        | 12,57        | Retrait     | Retrait     |  |
|                |                           |                |              |              |             |             |  |
| Inscrits       | Inscrits                  | Inscrits       | 58 178       | 100,00       | 58 159      | 100,00      |  |
| Abstentions    | Abstentions               | Abstentions    | 11 167       | 19,19        | 12 007      | 20,65       |  |
| Votants        | Votants                   | Votants        | 47 011       | 80,81        | 46 152      | 79,35       |  |
| Blancs et nuls | Blancs et nuls            | Blancs et nuls | 649          | 1,38         | 1 922       | 4,16        |  |
| Exprimés       | Exprimés                  | Exprimés       | 46 362       | 98,62        | 44 230      | 95,84       |  |